# Arneo
Nella mitologia greca, Arneo, chiamato anche Iro, era un mendicante di Itaca.

## Il mito
Arneo, dalla sembianze simili a un piccolo gigante e di appetito superiore al loro, era in realtà un mendicante di Itaca, l'isola di Odisseo (Ulisse) e dei Proci. Qui era solito frequentare le mense dei ricchi per ottenere un po' di cibo.
Incontra Odisseo , travestito da mendicante, nel XVIII libro dell'Odissea . Lo insulta, percependo in lui una minaccia in quanto mendicante, e Odisseo lo rimprovera. I due litigano finché il pretendente Antinoo non si accorge dello scontro e dichiara che al vincitore del loro scontro verrà dato del cibo e il permesso di sedersi con i pretendenti.
Odisseo si tolse gli stracci e se li legò intorno alla vita, rivelando un corpo sorprendentemente muscoloso perché Atena era lì vicino, facendolo apparire più grande e forte di quanto non fosse. Quando Iro vide ciò, fu intimidito; Antinoo gli disse che se avesse perso, sarebbe stato mandato da re Echeto , "il mutilatore di tutti gli uomini", che gli avrebbe tagliato il naso e le orecchie e dato i suoi organi vitali ai cani. 
I Proci spinsero Iro verso Odisseo, che inizialmente accarezzò l'idea di ucciderlo, ma poi decise di metterlo KO in modo che i Proci non sospettassero nulla. 
Iro sferrò un pugno a Odisseo ma prima che potesse fare alcunché, Odisseo lo colpì sotto l'orecchio, fracassandogli il collo. Iro crollò e Odisseo lo trascinò fuori dalla sala, lo addossò al muro del cortile e gli disse di sedersi lì e spaventare maiali e cani. Lo minacciò anche che se Iro non avesse smesso di spingere gli altri mendicanti, la situazione sarebbe peggiorata.
Non viene rivelato se Antinoo diede seguito a questa minaccia dopo la sconfitta di Iro, sebbene il pubblico, congratulandosi con Odisseo per la sua vittoria, affermi presto lo porteremo sulla terraferma da re Echeto.